# 淺灰澳小鱂
淺灰澳小鱂，為輻鰭魚綱鯉齒目鰕鱂亞目溪鱂科的其中一種，為亞熱帶淡水魚，被IUCN列為極危保育類動物，分布於南美洲烏拉圭拉布拉他河流域，體長可達6公分，棲息在底中層水域，生活習性不明。

## 擴展閱讀
維基物種上的相關：淺灰澳小鱂